# Épaumesnil
Épaumesnil é uma comuna francesa na região administrativa de Altos da França, no departamento de Somme. Estende-se por uma área de 4,74 km². Em 2010 a comuna tinha 128 habitantes (densidade: 27 hab./km²).